# Casa Venier
La casa Venier es un palacio histórico italiano situado en el sestiere o barrio de Castello de Venecia, en el campo Santa Maria Formosa en línea con los palacios Donà.

## Historia
El edificio se construyó en el siglo XV en gótico veneciano. Si bien no destaca por su calidad arquitectónica, es conocido por haber sido la residencia del dux Sebastiano Venier, comandante del contingente veneciano en la batalla de Lepanto, en la cual la Liga Santa derrotó a los turcos. 
Una placa en la fachada recuerda al personaje ilustre que la habitó: "Esta es la casa de Sebastiano Venier, vencedor de Lepanto".